# تابع دایگاما

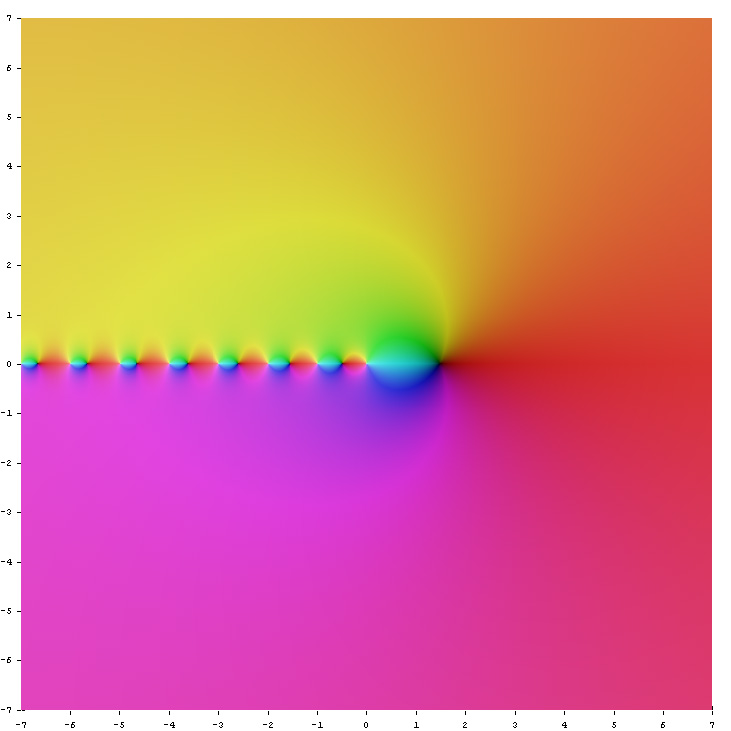
تابع دایگاما در صفحه مختلط. شدت رنگ دامنه تابع را نشان می‌دهد به این صورت که نقاط تیره‌تر به صفر نزدیک‌ترند و طیف رنگ نیز نمایانگر آرگومان تابع می‌باشد.

تابع دایگاما برابر با مشتق لگاریتم تابع گاما می‌باشد، یعنی:
{\displaystyle \psi (x)={\frac {d}{dx}}\ln {\Gamma (x)}={\frac {\Gamma '(x)}{\Gamma (x)}}.}